# Resolució d'equacions geodèsiques
La resolució d'equacions geodèsiques és un procediment utilitzat en matemàtiques (en geometria riemanniana en particular) i en física (sobretot en el camp de la relativitat general), amb la finalitat d'obtenir les geodèsiques. Físicament, aquestes corbes respresenten els camins de partícules (normalment considerades ideals) que no tenen acceleració pròpia, el seu moviment satisfà les equacions geodèsiques. Com que les partícules no estan subjectes a acceleració pròpia, les geodèsiques solen representar el camí recte entre dos punts en un espaitemps corbat.

## L'equació geodèsica diferencial
En una varietat riemanniana n-dimensional {\displaystyle M}, l'equació geodèsica escrita en una carta de coordenades amb coordenades {\displaystyle x^{a}} és:
{\displaystyle {\frac {d^{2}x^{a}}{ds^{2}}}+\Gamma _{bc}^{a}{\frac {dx^{b}}{ds}}{\frac {dx^{c}}{ds}}=0}
on es prenen les coordenades xa(s) com les coordenades d'una corba γ(s) en {\displaystyle M} i {\displaystyle \Gamma _{bc}^{a}} són els símbols de Christoffel. Els símbols de Christoffel són funcions de la mètrica i estan definits com:
{\displaystyle \Gamma _{bc}^{a}={\frac {1}{2}}g^{ad}\left(g_{cd,b}+g_{bd,c}-g_{bc,d}\right)}
on la coma indica la derivada parcial respecte les coordenades:
{\displaystyle g_{ab,c}={\frac {\partial {g_{ab}}}{\partial {x^{c}}}}}
Com que la varietat té dimensió {\displaystyle n}, les equacions geodèsiques són un sistema de {\displaystyle n} equaciosn diferencials ordinàries de les {\displaystyle n} variables (coordenades). Per tant, juntament amb les condicions inicials, es pot resoldre el sistema, segons el teorema de Picard-Lindelöf. També es pot utilitzar un plantejament lagrangià al problema: definint
{\displaystyle L={\sqrt {g_{\mu \nu }{\frac {dx^{\mu }}{ds}}{\frac {dx^{\nu }}{ds}}}}}
com l'equació d'Euler–Lagrange.

## Heurística
Com que es poden escriure les lleis de la física en qualsevol sistema de coordenades, convé triar-ne un que simplifique les equacions geodèsiques. Matemàticament, es pot dir que convé triar la carta de coordenades amb què les equacions geodèsiques tinguin una forma particularment tractable.

## Potencials efectius
Quan es poden separar les equacions geodèsiques en els termes que contenen només una variable no difernciada i els termes que només contenen la seva derivada, es poden consolidar aquests últims en un potencial efectiu que depèn només de la posició. En aquest cas, molts dels mètodes heurístics d'anàlisi dels diagrames d'energia es poden aplicar, en particular la localització de punts d'inflexió.

## Tècniques de resolució
Resoldre les equacions geodèsiques equival a trobar-ne la solució exacta, si és possible fins i tot la solució general, de les equacions geodèsiques.
Solving the geodesic equations means obtaining an exact solution, possibly even the solució general, of the geodesic equations. La majoria dels intents utilitzen el grup de simetria puntual del sistema d'equacions geodèsiques. Això sovint dóna com a resultat una família de solucions implícitament, però en molts exemples proporciona la solució general de forma explícita.
En la relativitat general, per tal d'obtenir geodèsiques temporals sovint é smés simple començar per la mètrica de l'espaitems, i després dividir per {\displaystyle ds^{2}} per obtenir la forma
{\displaystyle -1=g_{\mu \nu }{\dot {x}}^{\mu }{\dot {x}}^{\nu }}
on el punt representa diferenciació respecte de {\displaystyle s}. Com que les geodèsiques temporals són maximals, es poden aplicar les Equacions d'Euler-Lagrange directament, i obtenir així un conjunt d'equacions equivalents a les equacions geodèsiques. Aquest mètode té l'avantatge d'evitar el càlcul tediós de símbols de Christoffel.